# Valeria Golino
Valeria Golino (født 22. oktober 1965) er en italiensk-græsk skuespiller, bedst kendt for sine roller i filmene Piccoli fuochi (1985), Rain Man (1988) og Hot Shots! (1991).